# Bassaniodes squalidus
Bassaniodes squalidus es una especie de araña cangrejo del género Bassaniodes, familia Thomisidae. Fue descrita científicamente por Simon en 1883.

## Distribución
Esta especie se encuentra en Canarias y Madeira.